# Chaetarcturus bathybialis
Chaetarcturus bathybialis är en kräftdjursart som först beskrevs av Yakov Avadievich Birstein 1963.  Chaetarcturus bathybialis ingår i släktet Chaetarcturus och familjen Antarcturidae. Inga underarter finns listade i Catalogue of Life.